# M109 haubits
M109 haubits (engelska: M109 howitzer) är amerikansk 155 mm bandhaubits utvecklad av Ground System Division of United Defense LP, sedan 2005 BAE Systems. Vapensystemet introducerades i början av 1960, och har sedan dess uppgraderats ett antal gånger, den senaste modellen är M109A6 Paladin.

## Historik
M109 är en medeltung amerikansk bandhaubits, och utvecklades i början av 1960-talet. M109 ersatte den lätta M108, vilken även avvecklades mitt under Vietnamkriget. Många enheter av M108:an konstruerades om till M109.
Första gången M109 användes i krig var i Vietnamkriget. Israel har använt M109:an, 1973 i Yom Kippur-kriget, Libanonkriget 1982 och Libanonkriget 2006. Under 1980-talet använde Iran M109 i Iran-Irak kriget. Under Kuwaitkriget 1991 användes enheten av brittiska armén, egyptiska armén och saudiarabiska armén.
M109 har utvecklats och uppgraderats i ett flertal versioner. Den ursprungliga plattformen togs fram av Ground System Division of United Defense LP, vilket ingick i Food Machinery Corporation, och som från 1994 blev United Defense, och från 2005 BAE Systems.